# Syllable (operační systém)
Syllable je svobodný operační systém pro platformu 5x86 (Intel Pentium a vyšší). Je založen na tehdy stagnujícím a dnes již mrtvém operačním systému AtheOS. Systém je sice napsán od základu, ale v určitých ohledech se podobá BeOS a AmigaOS. Cílem vývojářů je vytvořit jednoduchý, uživatelsky přátelský a spolehlivý operační systém pro domácí a kancelářské použití. Syllable je z velké části kompatibilní s normou POSIX.
Mezi dodávané aplikace patří webový prohlížeč Webster, který nahradil dřívější ABrowse, dále emailový klient Whisper, prohlížeč obrázků a další.

## Některé vlastnosti
- Syllable nativně používá 64bitový žurnálovací systém souborů AtheOS File System.
- API založené na C++
- Objektově-orientované grafické desktopové prostředí
- Množství naportovaného softwaru, vč. Emacs, Vim, Perl, Python, Apache a další.
- Preemptivní multitasking s podporou multithreadingu
- Podpora víceprocesorových systémů
- Ovladače pro nejběžnější hardware (video, zvuk, síťové čipy)
- Ovladače pro FAT (čtení/zápis) a NTFS a ext2 (jen pro čtení)
- Jako systémový skriptovací jazyk je použit REBOL

V rámci Syllable se vyvíjí nový skriptovací jazyk Red language ([red ˈlæŋgwidž]; doslova Rudý jazyk), který je zatím v alfa verzi, ale má sloužit k systémové podpoře a použití v Syllable. Red language silně vychází z REBOLu. Po jeho dokončení se uvažuje o změnu názvu na Desktop lanaguage, aby se zdůraznila spojitost s desktopovým použitím.